# Cristina Murer
Cristina Eva Murer ist eine Schweizer Klassische Archäologin.

## Leben
Von 2002 bis 2008 studierte Cristina Murer an der Universität Bern Klassische Archäologie, Alte Geschichte und Vorderasiatische Archäologie und schloss mit dem Lizentiat ab. Ab Ende 2008 absolvierte sie ihr Promotionsstudium an der Universität Amsterdam und wurde dort im April 2013 promoviert. Von 2013 bis 2015 und von 2017 bis 2018 war sie wissenschaftliche Mitarbeiterin an der FU Berlin, dazwischen forschte sie dort mit einem Postdoc-Stipendium. Von 2018 bis 2022 war sie Projektleiterin des SNF-Ambizione-Projekt Plundering, Reusing and Transforming the Past an der Universität Bern. Im Januar 2021 erfolgte ihre Habilitation an der FU Berlin. Im Sommersemester 2022 vertrat sie eine Professur an der FU Berlin, im Wintersemester 2022/23 eine Professur an der Universität Freiburg. Seit dem Sommersemester 2023 ist sie Professorin für Klassische Archäologie an der Universität Tübingen. Seit 2023 ist sie im Sonderforschungsbereich 1391 „Andere Ästhetik“ an der Universität Tübingen tätig, wo sie zusammen mit Ulrich Barton, Iris Brahms und Anna Pawlak den Querschnittsbereich „Objekt und Performanz“ leitet.

## Schriften (Auswahl)
- Beobachtungen zur munizipalen Selbstdarstellung im Aterno-Tal von der späten Republik bis zur hohen Kaiserzeit. Lizentiatsarbeit, Universität Bern 2008 (ungedruckt).
- Stadtraum und Bürgerin. Aufstellungsorte kaiserzeitlicher Ehrenstatuen in Italien und Nordafrika.  De Gruyter, Berlin/Boston 2017, ISBN 978-3-11-041049-5 (Dissertation).
- From the Tombs into the City: Grave Robbing and the Reuse of Funerary Spolia in Late Antique Italy. In: Acta ad archaeologiam et artium historiam pertinentia 32, 2020, S. 115–137 (Digitalisat).
- mit Nicolas Lamare  (Hrsg.): L'eau dans la ville tardo-antique (= Antiquité tardive 28, 2020). Brepols, Turnhout 2020.
- Appropriating Fragments: Domestic sculpture assemblages in Late Antiquity. In: Babesch 91, 2022, S. 153–168 (Digitalisat).